# إرنست بين
إرنست بين (بالإنجليزية: Ernest Bean)‏ (17 أبريل 1866 في أستراليا - 22 مارس 1939 في أستراليا) هو لاعب كريكت أسترالي. لعب مع فريق فكتوريا للكريكت.

## وصلات خارجية
- إرنست بين على موقع إي آس بي آن كريك إنفو (الإنجليزية)